# Atari Democrat
Atari Democrat (deutsch: Atari-Demokrat) ist ein Kompositum aus dem Markennamen Atari und Democrat als Bezeichnung von Mitgliedern der Demokratischen Partei in den USA. Der Begriff wurde in den 1980er Jahren von US-Medien verwendet und bezeichnete einzelne demokratische Politiker, die mit Hightechlösungen die amerikanische Technologieführerschaft aufrechterhalten und entsprechende Arbeitsplätze in den USA schaffen wollten.
Sie setzten sich dabei vom klassischen Big-Labor-Flügel und den linken gewerkschafts- und sozialpolitisch orientierten Parteiströmungen ab. Kritiker sahen die politische Strömung als eine „weichgespülte Version“ der Reaganomics und des Neoliberalismus im linken Lager und verwiesen auf mögliche wirtschaftliche Interessenkonflikte. Bekannte Vertreter waren unter anderem Paul Tsongas, Gary Hart und Al Gore.
Der Ausdruck wurde unter anderem 1984 vom Philadelphia Inquirer geprägt. Dem Inquirer zufolge tauchte der Begriff seit 1982 bereits im New Yorker, der BusinessWeek, Fortune, dem Time Magazine und im Wall Street Journal auf." 1989 benannte die New York Times mit dem Begriff junge gemäßigte Demokraten, die Investitionen in High Technology als zeitgemäßes Äquivalent zum New Deal betrachteten. Im Deutschen wird der Begriff Atari-Demokrat eher selten verwendet. Er fand unter anderem 1984 in Berichten der Nachrichtenmagazine Spiegel und Profil im Kontext zu Gary Hart sowie in Die Presse in einer Übersetzung von Michael Boskin Verwendung.